# Francis Delaisi
Francis Delaisi (de son vrai nom François-Almire Delaisi), né le 19 novembre 1873 à Bazougers (Mayenne) et mort le 22 juillet 1947 à Paris, est un écrivain, journaliste, syndicaliste, militant pro-européen et économiste français.

## Biographie

### Origine et parcours
Francis Delaisi naît le 19 novembre 1873 à Bazougers,. D'origine modeste, son père Parfait Delaisi, républicain, est charron de campagne.
Francis Delaisi est envoyé à l'école communale, puis entre comme pensionnaire au lycée de Laval en octobre 1885. Il effectue un parcours scolaire brillant. Il quitte le lycée de Laval, en 1895, pour poursuivre des études à Rennes. Il est aussi un militant socialiste. 
À la sortie du lycée, il adhère au Parti ouvrier socialiste révolutionnaire de Jean Allemane. Delaisi compte parmi les étudiants dreyfusards, dans la ville où s'instruit le deuxième procès d'Alfred Dreyfus. Il s'engage dans le camp dreyfusard avec l'instituteur Francis Leray, traducteur de Pierre Kropotkine.
Il fonde avec Victor Basch, Georges Dottin et Henri Sée, la section de la Ligue des droits de l'homme de Rennes, dont il est secrétaire. Il agit alors en agent de liaison entre les professeurs et le milieu ouvrier. Il sera aussi actif avec Basch dans l'université populaire.
Il est licencié ès lettres. En 1898, il est révoqué de sa bourse, et quitte Rennes pour venir poursuivre ses études comme étudiant libre à Paris. Pourvu de son diplôme d'études supérieures d'histoire en 1900, il entre dans le journalisme. 
Il se marie le 5 décembre 1902, Paris, 17e, avec Anna-Eugène Le Rest (1874-1939), de Rennes.

### Journaliste

#### Avant la Première Guerre mondiale

##### La Guerre sociale
Il fait une brillante carrière de journaliste entre les deux guerres ; par l'étendue de ses connaissances, son besoin d'apprendre, son talent d'orateur, et d'écrivain. Ses préférences politiques vont vers le socialisme. Il participe au premier numéro, le 18 décembre 1906, du journal La Guerre sociale, de Gustave Hervé. Il publia dans La Guerre sociale des études. 
À partir de 1906, il collabora en parallèle à divers journaux révolutionnaires sous divers pseudonymes : Z, à La Guerre sociale et à L'Action directe ; Crisis à La Révolution ; Cratès à La Vie ouvrière et aux Hommes du jour. Il collabora également à La Grande Revue et à Pages Libres, et à La Bataille syndicaliste à partir d’avril 1911.
En 1907, il dénonce à la suite de la seconde conférence de La Haye les illusions des partisans d'une paix par le droit. Observateur, il dénonce la guerre à venir dès 1911 dans ce journal, et il préconise dans son ouvrage en 1911 La guerre qui vient l'opposition unie de la classe ouvrière à toute guerre. Elle peut seule sauvegarder les intérêts du peuple face à une oligarchie industrielle qui a confisqué l'intérêt général à son profit.

##### Critique deL'Humanité
Il critique aussi L'Humanité de Jean Jaurès dont il remet en cause l'indépendance financière. Les faits révélés sont exacts, et seront utilisés par la suite des campagnes antisémites ouvertes ou camouflées. 

##### La Bataille syndicaliste
Le procédé utilisé est dénoncé en 1912 par Gustave Hervé qui rompt avec Delaisi, qui rejoint alors La Bataille syndicaliste. Ce départ correspond au virage nationaliste de Gustave Hervé à partir de 1912 : Francis Delaisi rejoint la frange de gauche du pacifisme juridique. Avec Émile Pouget et Paul Vigné d'Octon, il refuse de s’associer au manifeste annonçant que La Guerre sociale renonce à l’antiparlementarisme. Au contraire, il participe très activement à la campagne abstentionniste conduite par la Fédération révolutionnaire communiste à l'occasion des élections municipales de 1912.

##### Presse syndicaliste
Son influence s'exprime dans les études publiées dans La Vie ouvrière, organe de la CGT, avant la Première Guerre mondiale. Spécialisé dans les questions économiques, il travaille en relation avec les syndicats révolutionnaires et tout particulièrement avec Alphonse Merrheim. Édouard Sené, son ami, reproche au « Delaisisme » de refroidir les ardeurs révolutionnaires spontanées en soulignant trop la puissance de l’organisation patronale.
Il sert d'intermédiaire en 1913 avec le gouvernement de Joseph Caillaux pour acheminer des subventions gouvernementales à La Bataille syndicaliste, en vue d'affaiblir l'influence croissante de L'Humanité, et le poids de la SFIO. Alphonse Merrheim s'y oppose et refuse le procédé le 21 janvier 1913. Néanmoins, des fonds étranges sont toujours injectés furtivement. Alphonse Merrheim et Pierre Monattedemandent à Delaisi de quitter leurs deux journaux après cet épisode. 
Son rôle dans cette affaire lui vaut l’inimitié de plusieurs personnalités dont Charles Péguy,.

##### Anarchiste
Il se rapproche, à la même époque, de la Fédération révolutionnaire communiste. En août 1913, il participe comme observateur au congrès anarchiste national.

##### Ouvrages, œuvres

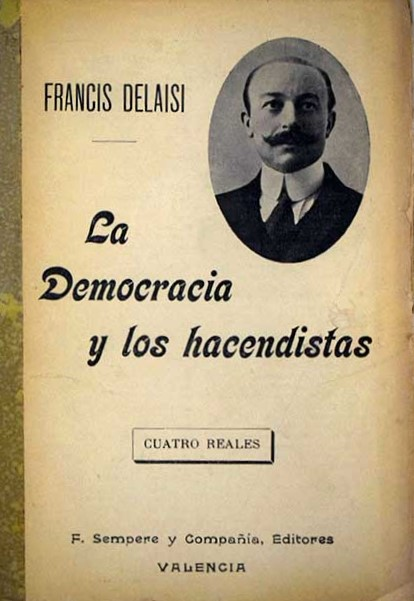
La Democracia y los hacendistas (Valence, 1911), une édition espagnole de l'ouvrage La Démocratie et les financiers.

Dans ses ouvrages, il est le pourfendeur des oligarchies financières et des dirigeants de la Banque de France, dont il dénonce en 1910 dans La Démocratie et les financiers le rôle. En 1911, dans Les Maîtres de la France, il dénonce à travers Saint-Gobain, les nouvelles féodalités, puis en 1913, l'international du capital et les profits obtenus par les vendeurs d'armes dans Le Patriotisme des plaques blindées (Krupp, Schneider et Compagnie). Il dénonce les dysfonctionnements d'une politique internationale dirigée par des industriels, impliqués dans l'industrie d'armement, contrôlant la presse, les gouvernants, et favorisant les attitudes nationalistes.
Il fonde et dirige pendant la Première Guerre mondiale Les orphelins de la guerre, qui réunit environ 450 enfants en 1915.

#### Après la Première Guerre mondiale

##### République syndicale
Après l’armistice, il suit la trajectoire de Léon Jouhaux et de la direction de la CGT. Il s’éloigne définitivement de l’anarchisme et après 1919, il évolue vers les milieux réformateurs et défend une république syndicale censée introduire dans le corps politique les capacités techniques pour lutter contre l'influence larvée des intérêts économiques et pour garantir la représentation des « intérêts généraux de tous les citoyens. Il se rapproche des milieux néo-saint-simoniens autour des Compagnons de l'intelligence dont il signe le manifeste en 1920 », et où il signe plusieurs articles.

##### Pan-européen
Économiste reconnu, il fut reçu par le roi des Belges Albert 1er, et éprouve une amitié réelle avec Anatole France, qui le reçoit souvent.
Homme de gauche, dans Les Contradictions du monde moderne publié en 1925, il détaille l'émergence d'une conscience internationale car l'idée nationale n'est pas une catégorie kantienne ; des solidarités internationales lient entre eux les membres d'un même gouvernement professionnel, dont chacun qu'il le veuille ou non est appelé à penser internationalement du seul fait de la croissance de l'interdépendance économique dans laquelle il agit. Sa vision géopolitique défendue au congrès pan-européen de Vienne en 1926 s'éloigne parfois considérablement du programme de Richard Nikolaus de Coudenhove-Kalergi.
Voulant séparer l'économique du politique, il porte son espoir sur la Société des Nations, et plus particulièrement deux organismes associés : le Bureau international du travail et la Chambre de commerce internationale. Il défend alors le cartel de l'acier, crée en 1926, qu'il veut voir étendre à d'autres domaines industriels. Déçu par les résultats de la conférence économique internationale de Bruxelles en 1927, il pense que le problème est lié à la pédagogie, et à des idéologies périmées. Militant français pour la SDN, participe en 1927 à Berlin au congrès de l'Union des associations internationales de la Société des Nations en tant que délégué de La paix par le Droit. Il y présente un projet de régionalisation de la SDN visant à faire reposer cette organisation sur les solidarités provenant des relations économiques en Europe. Il est l'auteur en 1929 de Les Deux Europes qui fait de lui un pionnier de l'idée européenne dans l'entre-deux-guerres. 
De 1927 à 1932, il tient le secrétariat général de la section française de l'Union pan-européenne, puis de l'Union douanière européenne, dont il devient membre du conseil en 1933. Il est proche d'Aristide Briand qui lui confie des missions à l'étranger (Belgique, Allemagne, Pologne, Autriche…). Delaisi présente en 1931 un plan quinquennal européen au Groupement français pour la paix par la SDN. Il est repris sous le nom de plan Delaisi par Albert Thomas au BIT.
Delaisi participe à de nombreux mouvements européens pendant cette période : Paneuropa, Union pan-européenne, Coopération européenne, Association française pour la Société des Nations, Union Jeune Europe, Institut d'économie européenne.

##### Pamphlétaire
Pamphlétaire, il collabore à la revue Le Crapouillot de Jean Galtier-Boissière dans les années 1930. Il publie en mars 1936 les Mystères de la guerre. Il s'attaque de manière virulente à l'oligarchie financière, aux maîtres de forges, à la famille de Wendel.
Il a repris le slogan des « deux cents familles » lancé par Édouard Daladier en 1934, qui fut le mot d'ordre de la campagne électorale du Front populaire en 1936.

##### Antifasciste
Il est membre du comité central de la Ligue des droits de l'homme en 1935, et avec Victor Basch membre directeur du Comité de vigilance des intellectuels antifascistes (CVIA) jusqu'en 1939. Le rapprochement avec Basch n'est qu'apparent surtout après 1936. Delaisi représente le courant du pacifisme intégral, qui critique Basch et sa volonté de fermeté face à l'Allemagne nazie. La motion de Delaisi au congrès du CVIA de juin 1936 l'emporte contre celle de Jean-Richard Bloch. Une minorité menée par Paul Langevin quitte alors la direction du CVIA. Après la crise liée aux accords de Munich (novembre 1938), la tendance pacifiste réaliste quitte à son tour le CVIA. Delaisi reste avec les pacifistes extrêmes. Il fera partie des anciens membres du CVIA qui se retrouveront dans la collaboration républicaine avec l'Allemagne (collaborer pour obtenir en échange la paix et le rétablissement de la République) au sein de la Ligue de pensée française.

### Économiste de gauche
Chargé officiellement en 1931, aux États-Unis, d'une enquête qui lui avait permis de comparer les méthodes financières américaines aux européennes, il publie en 1933 La Bataille de l'Or, un livre qui eut un grand retentissement, et auquel se réfèrent les auteurs français et belges qui cherchent à s'opposer, même pendant l'occupation allemande, aux inspirations hitlériennes du docteur Hjalmar Schacht. Professeur d'économie à l'Institut supérieur ouvrier, il est un fervent défenseur du Plan de rénovation de l'économie de la CGT (1934-1935). Une brochure Crise et Plan sur le plan fut présentée par Delaisi, Ludovic Zoretti, Georges Lefranc, Claude Lévi-Strauss et Robert Lacoste. Plusieurs dont Delaisi lancent un mensuel : L'Atelier pour le plan. Ce plan sera attaqué par le PCF, et sera marginalisé lors du Front populaire.
Cet ouvrage, et les nombreux articles parus sous son nom dans la revue hebdomadaire L'Opinion, lui assurent une réputation d'économiste, et à la veille de la guerre, il a une vie active et bénéficie d'une enviable considération dans les milieux politiques de gauche.
Il habite à Paris au 106, boulevard Saint-Germain près de Saint-Germain-des-Prés, qui était aussi le siège social des éditions Payot, son principal éditeur. On rencontre dans sa maison dont la bibliothèque est la pièce essentielle, bon nombre d'hommes politiques, d'hommes de lettres, des peintres, des sculpteurs, des architectes, des artistes de théâtre… En 1939, sa femme décède à Arcachon.

### Collaboration sous l'Occupation

#### 1940
Après la défaite de juin 1940 et durant l'Occupation, Francis Delaisi invoque l'idéal d'Aristide Briand en affirmant à l'été 1940 que l'Europe ne pourra jamais connaître une paix durable sans englober une France et une Allemagne « rapprochées » dans une union qui reposera sur le principe « de la liberté à chacun d'être ou non fasciste ou démocrate, antisémite ou philosémite ». Avec cette profession de foi, il est incorporé aux Conférences du Groupe Collaboration.
De 1940 à 1944, il publie des articles dans L'Œuvre, dirigé par Marcel Déat.

#### 1941
Chargé d'établir des cartes et des graphiques économiques à l'Exposition de la France européenne au Grand Palais, il est envoyé à la foire de Leipzig en 1941. Il voyage par train spécial avec quelque 600 industriels et intellectuels. À son retour, il écrit un article par semaine dans le journal Aujourd'hui. Il est classé comme « collaborateur douteux », par l'ambassadeur Otto Abetz et interdit d'antenne pour la radiodiffusion d'une conférence que l'institut franco-allemand dirigé par Karl Epting lui demande sur le blocus de l'Europe.
Désabusé par la politique du régime de Vichy à l'égard des entreprises, Delaisi vend sa bibliothèque pour se procurer quelques ressources, quitte son appartement de Paris sans esprit de retour et se retire en octobre 1941 à Laval.

#### 1942
En 1942, il est membre du comité directeur de la Ligue de pensée française, située dans la mouvance du Rassemblement national populaire (RNP) de Marcel Déat. Il est cité comme l'un des dirigeants du Rassemblement National Populaire. Il vante alors le système social pratiqué par l'Allemagne nazie et préconise l'intégration de l'économie française dans la nouvelle Europe.
Pour contribuer à ses propres dépenses, il passe un contrat avec l'éditeur nazi Édouard Didier des Éditions de la Toison d'Or de Bruxelles qui publie fin de 1942 La Révolution européenne. Il s'agit d'une description, écrite entre novembre 1941 et juin 1942 à Laval, du nouveau système monétaire qui avait été mis en place par les Allemands en 1933 et qui n'était plus fondé sur l’étalon-or ou le dollar, mais sur le capital-travail, afin de rendre l'économie allemande indépendante de tout le système spéculatif boursier des Anglo-Américains de Londres et de Wall-Street. Ces mesures avaient déclenché à l'époque dans la presse internationale une campagne très vive de protestations, avec un boycott des productions allemandes[réf. nécessaire].

#### 1943
Il retrouve son appartement parisien pillé et se retrouve, en janvier 1943, à 69 ans, dans l'obligation de recommencer à gagner sa vie. Il a écrit pour la revue Germinal. Dans L'Atelier, le 18 septembre 1943, il s'en prend « aux juifs à vrai ou faux nez » de la Ligue des Droits de l'Homme qui ont « voulu nous entraîner sur le sentier de la guerre ». »
Ses anciens collègues de la Ligue des droits de l'homme et de la Confédération générale du travail lui ouvrent aussi les colonnes de la France socialiste où il signe un article hebdomadaire économique. Aussitôt, le Bulletin d'information anti-maçonnique avec Henry Coston, aux ordres de la Propaganda Staffel, organise une vive campagne de presse contre lui et l'accuse de franc-maçonnerie. Il est aussi défendu dans L'Atelier par Georges Albertini. Les autorités allemandes exercent sur lui ensuite des sanctions jusqu'à la Libération.

#### 1944
En juillet 1944, un jury désigné par le Centre français de Collaboration économique européenne lui attribue un premier prix de 10 000 francs pour l'ensemble de ces travaux.

### L'après-guerre
À la fin d'août 1944, au moment de la Libération, il est immédiatement dénoncé comme « collaborateur ». 
Le journal Droit de vivre indique en septembre 1944 que Delaisi est devenu économiste nazi. Le 6 octobre 1944, il est cité devant deux commissions d'épuration, celle du Comité de l'Union douanière européenne et celle du Fonds de la Recherche Scientifique qui l'une et l'autre, après enquêtes minutieuses, forment la conclusion d'un non-lieu en sa faveur. 
Il est cependant inculpé le 6 avril 1945 de « complot contre la sûreté de l'État ». Il décède à Paris le 22 juillet 1947,, éteignant ainsi l'action de toute juridiction exceptionnelle. Il sera longtemps considéré comme persona non-grata d'une partie de la gauche après la guerre.
Francis Delaisi avait un fils, Pierre Delaisi, avec lequel il s'est brouillé au moment des accords de Munich ; ils ne se sont plus revus jusqu'à sa mort. Francis Delaisi et son épouse avait aussi adopté de façon plénière un orphelin de guerre : Yves, du même âge que leur fils. Sa petite-fille Geneviève Delaisi de Parseval évoque son grand-père paternel dans son ouvrage Le Roman familial d'Isadora D..

## Publications
- L'Église et l'Empire romain. De l'étable de Bethléem au dôme de Sainte-Sophie, Paris, « Pages libres », 1904. Études sur l'Histoire politique de l'Église catholique.
- La Force allemande, Paris, « Pages libres », 1905.
- La Démocratie et les financiers, Durand Ier, roi de France, La Guerre sociale, 1910.
- La Guerre qui vient, La Guerre sociale, 1911.
- Contre la loi Millerand, Les Temps nouveaux, 1912.
- La Coopérative de construction, La renaissance des cités, 1919.
- Les Aspirations autonomistes en Europe : Albanie, Alsace-Lorraine, Catalogne, Finlande, îles grecques, Irlande, Macédoine, Pologne, Serbo-Croatie : leçons faites à l'École des hautes études sociales. (avec Joseph Aulneau, Yves-Marie Goblet, R. Henry, Henri Lichtenberger, A. Malet, A. Marvaud, Adolphe Reinach, Charles Seignobos, H. Vimard). Paris : Félix Alcan, 1913.
- La Coopérative de construction. Pourquoi les sinistrés doivent s'associer, Œuvre de la Renaissance des cités, 1919.
- Le Pétrole, Payot & Cie, 1921.
- Les Contradictions du monde moderne, Paris, Payot, coll. Bibliothèque politique et économique, 1925.
- Les Bases économiques des États-Unis d'Europe. Extrait du Monde nouveau du 15 janvier 1926, Paris, éditions du Monde nouveau.
- L'Union économique européenne est-elle possible ? Rapport présenté au 1er Congrès paneuropéen, Vienne, 3-6 octobre 1926, extrait du Monde nouveau, du 15 octobre 1926.
- Comment les Soviets régleront la dette russe (d'après les travaux de la Commission officielle franco-soviétique), A. Delpeuch, 1928.
- Les Deux Europes, Payot, 1929. Europe industrielle et Europe agricole ; le charbon, le capital et la science ; le cheval-vapeur à la conquête du globe ; formation de l'Europe d'Outre-mer ; la colonisation des peuples de couleur ; l'équilibre économique ; un nouveau champ d'expansion. Préface de Dannie Heineman.
- Les Soviets et la dette russe en France - Les Soviets et les organisations de la paix - France et Russie, Publications de la Conciliation internationale 1930, avec la collaboration de René Cassin et Stéphane Lauzanne.
- Industries de guerre et industries de paix, Paris, Ligue des droits de l'homme, 1931.
- Le Journalisme d'aujourd'hui (1931), avec Georges Bourdon, Pierre Denoyer, Leon Groc, B. Mirkine-Guetzevitch, Jean Piot et Stephen Valot.
- L'Europe centrale et la crise, Publications de Conciliation International, 1933, Centre européen de la dotation Carnegie, avec la collaboration d'Albert Mousset, Henri Clerc, von H. Beckerath, Elemér Hantos et Stephen Osuski.
- La Bataille de l'or, Payot, 1933. L'appareil monétaire détraqué - Le duel de la livre et du dollar - L'attaque contre le bloc or - Un plan de restauration monétaire.
- La Dévaluation des monnaies, ou l'Or trop cher, résumé de l'exposé… fait par M. Francis Delaisi, le 29 mai 1933. Bruxelles, Institut d'économie européenne, 1933.
- Les Financiers et la Démocratie, numéro spécial du Crapouillot en 1936. Publié une première fois en 1911.
- La Banque de France aux mains des deux cents familles, Paris, Comité de vigilance des intellectuels antifascistes, 1936.
- Le Patriotisme des plaques blindées. (Krupp-Schneider et Cie), Nîmes, édition de la revue La Paix par le droit, (s. d.).
- Le Patriotisme des plaques blindées. L'affaire Poutiloff, Nîmes, édition de la revue La Paix par le droit, (s. d.).
- Cours et conférences du Centre confédéral d'éducation ouvrière ; par Georges Albertini, Francis Delaisi, Lucien Laurat, A. Mercier. Suivi de Cours et conférences de l'Institut supérieur ouvrier ; par Francis Delaisi, Lucien Laurat. Confédération générale du travail. 1936-1938.
- La Révolution européenne, Les Éditions de la Toison d'Or, 1942, rééditions Éditions Kontre Kulture 2012. Le mirage du dollar, la formation de l'étalon-travail. Comment l'Allemagne a financé son redressement ?
- L'Ouvrier européen. Préface de Georges Albertini, Éditions de « L'Atelier », [1942]. La Construction du socialisme.
- Paradoxes économiques. Préface de Georges Albertini, Paris, Éditions du Rassemblement national populaire, 1943. Conférence faite au Centre de culture du RNP le 9 octobre 1943.